# Baeotis barce
Baeotis barce är en fjärilsart som beskrevs av William Chapman Hewitson 1875. Baeotis barce ingår i släktet Baeotis och familjen Riodinidae. Inga underarter finns listade i Catalogue of Life.

## Bildgalleri

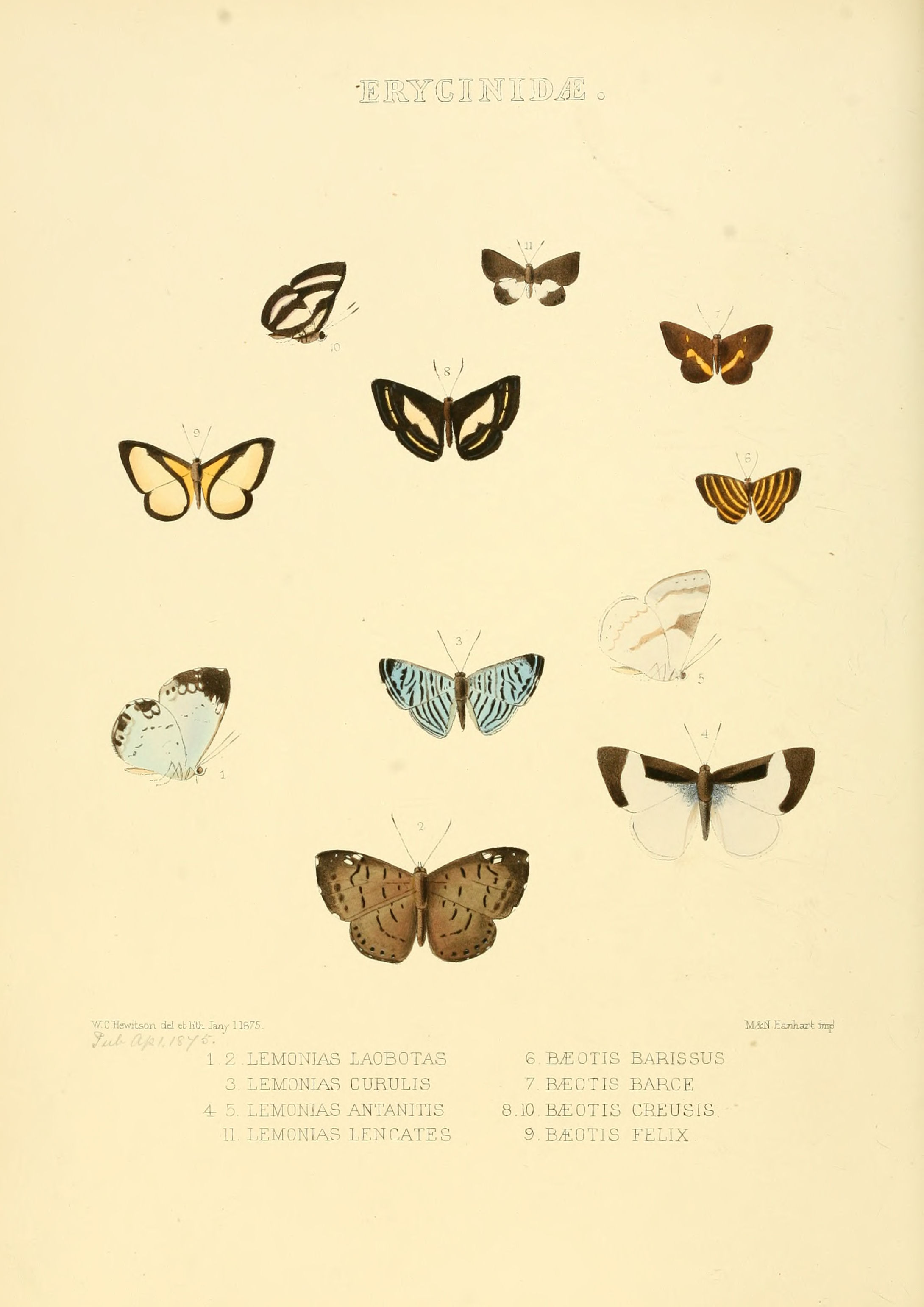